# Skype

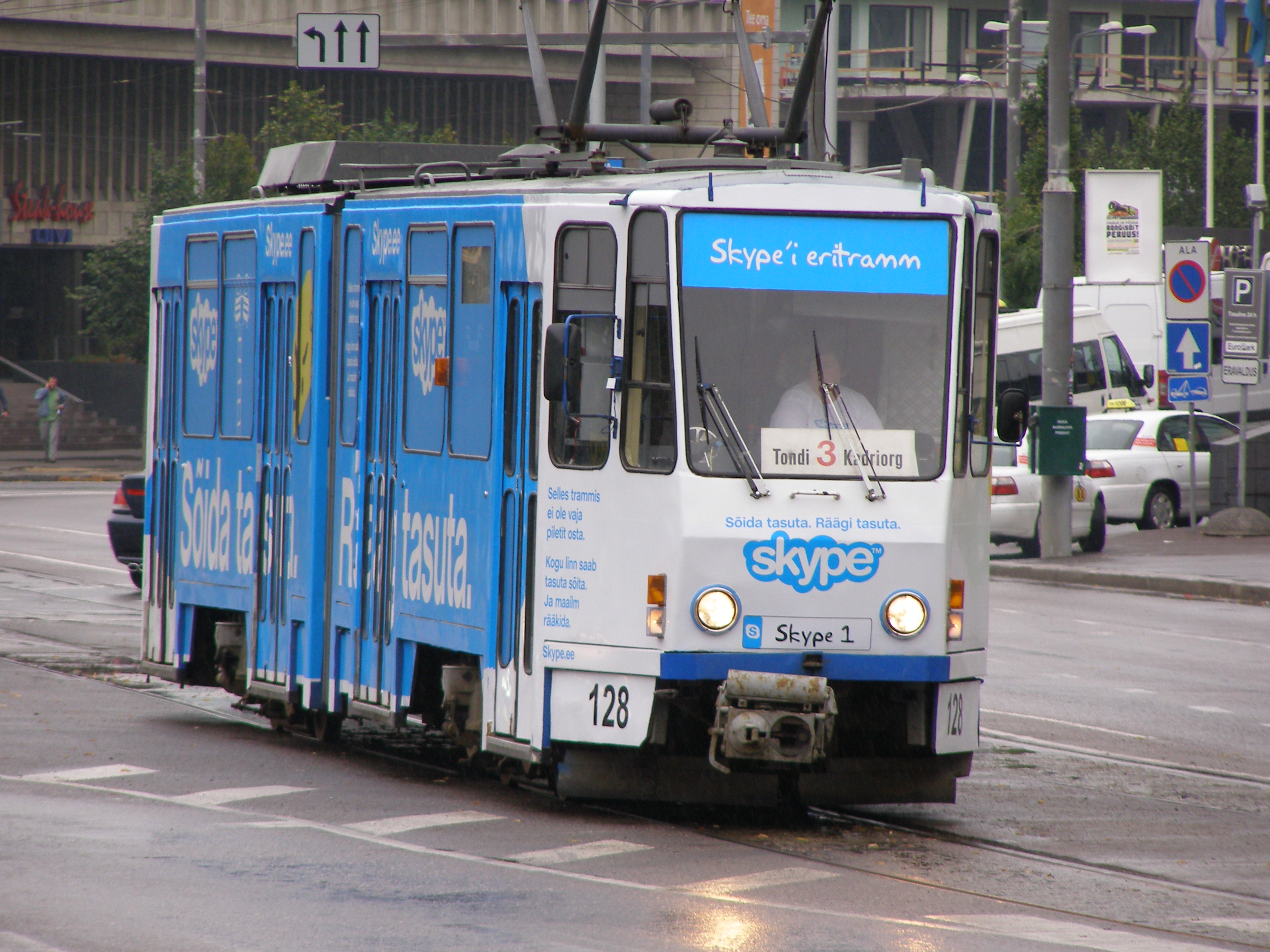
Reclametram van Skype in Tallinn in 2006

Skype (uitspraak: skaɪp) is een in Europa ontwikkeld VoIP- en videobelprogramma waarmee men via een internetverbinding kon telefoneren en videobellen. Vanaf 2011 was het programma eigendom van Microsoft, dat op 5 mei 2025 stopte met de dienst, ten voordele van Microsoft Teams.
Het programma was gratis verkrijgbaar voor Windows (Windows 2000 en nieuwer), macOS (Mac OS X 10.3 of hoger), Linux, iOS, Android en Windows Phone.
Het bedrijf werd in 2003 opgericht door de Zweedse IT-ondernemer Niklas Zennström en Deense zakenpartner Janus Friis, die eerder het programma Kazaa introduceerden, de software werd geschreven door programmeurs uit Estland. In september 2005 kocht eBay Skype Global voor 1,9 miljard euro in aandelen en in geld, in september 2009 kochten Silver Lake, Andreessen Horowitz en de Canada Pension Plan Investment Board 65% van Skype van eBay. In mei 2011 sloot Microsoft een overnameovereenkomst voor circa USD 8,5 miljard. Skype als product zou blijven bestaan, ter vervanging van Windows Live Messenger, maar zou mogelijk worden geïntegreerd in Xbox Live, Kinect en Outlook.com. Het grootste deel van het ontwikkelingsteam en 44% van alle werknemers van de divisie Skype Technologies was gevestigd in Estland.
Skype had oorspronkelijk een hybride peer-to-peer- en client–serversysteem. Het werd volledig aangedreven door Microsoft-bediende supernodes in mei 2012; in 2017 veranderde het van een peer-to-peerservice in een gecentraliseerde, op Azure gebaseerde service. In februari 2023 werd Skype dagelijks door 36 miljoen mensen gebruikt.
Op 5 mei 2025 werd de dienst stopgezet; gebruikers konden hun chats downloaden of overzetten naar Microsoft Teams.

## Werking
De gesprekken vinden plaats via een Skype-eigen protocol met peer-to-peertechniek. Dit protocol is zo ontworpen dat het over het algemeen niet gehinderd wordt door firewalls. Gesprekken via Skype gaan met 256 bit-AES-encryptie versleuteld over het internet. Afluisteren (internettap) is hiermee vrijwel onmogelijk, zolang de ontvanger ook Skype gebruikt. Indien naar een vast of mobiel telefoonnummer gebeld wordt, heeft Skype als telecomprovider echter de wettelijke verplichting om justitie de mogelijkheid tot telefoontaps te bieden. Ook is er sprake van het bespioneren van burgers door de overheid. Alternatieve protocollen zijn het open SIP en H.323.

## Overname Windows Live Messenger
In 2013 had Microsoft het programma Windows Live Messenger door Skype vervangen. Tussen 8 april 2013 en 30 april 2013 dwong Microsoft alle bestaande Messengers-gebruikers te verhuizen naar Skype. De Messenger-dienst ging na 30 april definitief offline. De verhuizing verliep in fasen, beginnend met de Engelse accounts en eindigend met de Portugese.
Gebruikers konden na de upgrade niet meer inloggen, maar werden verwelkomd bij Skype met een notificatie. Het accepteren van de notificatie installeerde Skype en verwijderde Messenger automatisch.
De overgang was de eerste grote stap die Microsoft met Skype maakte sinds de overname in 2011. De overname was een stap in de richting van de concurrenten zoals WhatsApp en Google Talk. De beschikbaarheid van Skype op veel platforms maakt het platform op lange termijn aantrekkelijker dan Messenger.

## Functies
- SkypeIn: met een Skype-telefoonnummer worden alle binnenkomende oproepen van mobiele telefoons of vaste lijnen doorgezet naar de app van Skype. Deze functie is beschikbaar in 25 landen, waaronder Nederland.[10] België heeft hiervoor een te strikt beleid (BIPT) en laat dit niet toe.[11]
- SkypeOut: telefoneren vanuit Skype op een apparaat naar iemands mobiele of vaste lijn. Dit gebeurt met een vooraf betaald krediet of een abonnement; per land of met een "Europapakket" of "wereldpakket".[11][12]
- Skype To Go in 18 landen: Skype als tussenpersoon, voor wie niet aan zijn pc zit en naar iemand in het buitenland wil bellen. Dit gebeurt eveneens met een vooraf betaald krediet of een abonnement. Skype belt de contactpersoon aan wie vooraf het vaste of mobiele nummer aan Skype bekend is gemaakt, waarna Skype voor die persoon een "skype to go"-nummer heeft bezorgd.[13]
- Skype Mobile slechts in het Verenigd Koninkrijk en in Ierland met bepaalde types mobiele toestellen: het skypeprogramma op de mobiele telefoon.[14]
- Versturen van sms'en, bestanden, contactadressen zoals bij alle IM's binnen het Skype-programma gratis, te betalen naar buiten. Voicemailgebruik is altijd tegen betaling.
- Webcam-ondersteuning (videochat, beeldtelefonie), audiogesprekken blijven mogelijk
- Skype werkt ook op een PlayStation Portable (PSP) en op een PlayStation Vita (PSVita) door een app te downloaden uit de PlayStation Store.

## In het nieuws
- Als eerste Nederlandse bank biedt de Postbank op 21 februari 2006 aan klanten de mogelijkheid om direct via Skype contact te leggen met de klantenservice.
- 15 mei 2006: gebruikers in de Verenigde Staten kunnen tot het eind van 2006 gratis gebruikmaken van SkypeOut voor gesprekken binnen en tussen de Verenigde Staten en Canada.
- 3 januari 2007: vanaf 18 januari gaat Skype een starttarief rekenen voor SkypeOut voor gesprekken.
- april 2009: Skype wordt ruim 4 miljoen keer gedownload binnen 6 weken. Weinig applicaties bereiken dat binnen zo'n tijdsbestek.
- december 2010: Skypegebruikers kunnen hun profielen delen via meetskype.[15]
- mei 2011: Microsoft neemt Skype over.
- april 2013: Windows Live Messenger naar Skype-migratie.[16]
- juli 2013: uit documenten blijkt dat Skype de Amerikaanse geheime dienst, de NSA, toegang heeft verschaft tot haar servers.[6][7][8]
- augustus 2019: Microsoft zou gebruikers afluisteren via de vertaalfunctie van Skype.[17]
- mei 2025: Microsoft is gestopt met Skype.[18]

## Statistieken
- Op 23 juni 2011 had Skype 22.409.728 gebruikers tegelijk online.
- Einde 2007 had Skype meer dan 276 miljoen geregistreerde gebruikers.

## Nadelen
- Een nadeel van Skype is dat een verbinding met andere VoIP-diensten niet mogelijk is, aangezien Skype met een gesloten protocol werkt en beide gesprekspartners dus Skype moeten gebruiken. Het is niet mogelijk Skype te gebruiken voor gesprekken met op het SIP-protocol gebaseerde diensten als Free World Dialup, Parlino, VoIPBuster of ActionVoIP.
- Veel mobiele telefoonaanbieders staan niet toe dat men via de mobiele telefoon VoIP gebruikt. Het genoemde "Skype-to-go" is een remedie, althans voor buitenlandse gesprekken, maar is anno 2011 slechts werkzaam in 18 landen.[13] De Benelux zit niet in die landengroep (zie het uitrolmenu van de voetnoot).
- Men kan alleen naar alarmnummers bellen via Skype onder strikte voorwaarden.[19]

## Risico's
- Skype werkt op de TCP-stack van het besturingssysteem. Het zet deze stack soms helemaal vol, waardoor andere programma's die deze stack willen gebruiken niet meer functioneren. Het is voor veel systeembeheerders soms moeilijk te ontdekken dat Skype de oorzaak is, omdat er meestal nog voldoende geheugen en weinig CPU-belasting is.
- Het doel van Skype is om telefoongesprekken te kunnen voeren tussen computersystemen onderling. Dwars door firewalls en achterliggende (beveiligde) netwerkinfrastructuren heen. Dit is tevens het risico m.b.t. beveiliging. Hackers zouden bijvoorbeeld de "voice stream" die bestaat uit data kunnen gebruiken om beveiligingen in netwerken te passeren.
- Een computer waarop Skype is geïnstalleerd kan zich gaan gedragen als een relay (supernode) zodat er minder bandbreedte overblijft voor andere activiteiten zoals downloaden.
- Er is geen enkel controlemechanisme meer aanwezig op het Skype-verkeer. Computers worden langzamer, ongecontroleerd gebruik van bandbreedte en oncontroleerbare koppelingen naar andere (niet eigen systemen) door een "externe partij" door middel van een eigen protocol kunnen ongewenst en onveilig zijn.
- Een ander punt is dat de Skype-gebruikersovereenkomst (end-user license agreement of EULA) geen melding meer maakt van supernodes. De "Skype Guide for Network Administrators" vermeldt echter wel het bestaan van supernodes.
- Het gebruik van een goed geconfigureerde firewall maakt het mogelijk om het gebruik van een Skype-station als een supernode te verhinderen.[20]